# جاك تشيذام
جاك تشيذام (بالإنجليزية: Jack Cheatham) هو ممثل أمريكي، ولد في 28 ديسمبر 1894 في الولايات المتحدة، وتوفي بنفس المكان في 30 مارس 1971.

## أعمال

### أفلام
- (1936) السيد ديدز يذهب إلى المدينة
- (1938) طيار الاختبار
- (1946) إنها حياة رائعة[3]

## وصلات خارجية
- جاك تشيذام على موقع IMDb (الإنجليزية)
- جاك تشيذام على موقع أول موفي (الإنجليزية)
- جاك تشيذام على موقع قاعدة بيانات برودواي على الإنترنت (الإنجليزية)
- جاك تشيذام على موقع قاعدة بيانات الأفلام السويدية (السويدية)
- جاك تشيذام على موقع قاعدة بيانات الفيلم (الإنجليزية)
- جاك تشيذام على موقع كينوبويسك (الروسية)